# طرف خانه سوان

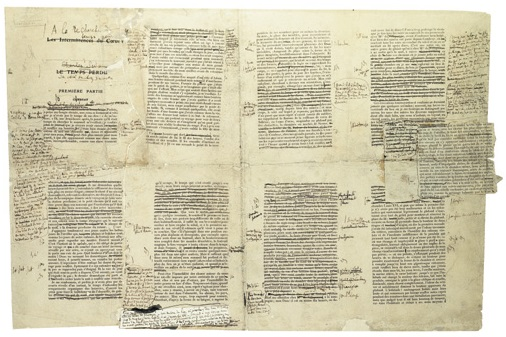
صفحات اول «Du côté de chez Swann» با یادداشت‌های بازبینی دست‌نویس مارسل پروست

طرف خانهٔ سوان، نخستین جلد رمان در جستجوی زمان ازدست‌رفته نوشتهٔ مارسل پروست نویسندهٔ فرانسوی نیمهٔ نخست سدهٔ بیستم است. این جلد در ۱۹۱۳ به چاپ رسید.

## در کمبره
در این بخش راوی از کودکی  و پیوند خود با مادرش سخن می‌گوید و از کتابهایی که خوانده: همچون رمان فرانسوا پسر صحرا اثر ژرژ ساند. یکی از بخشهای مهم ”کومبره“ شبی است که مادر راوی در اتاق او می‌مانَد. راوی مستأصل بازگشت مادر به اتاق است، و وقتی مادر بر می‌گردد، خود را در دامن او می‌اندازد. وقتی انتظار می‌کشد، قلبش سرشار از ”آشوب و مسرت“ است و صحنۀ ورود مادر به تنش میان دو احساس دامن می‌زند. هرآنچه که انتظار داشته است –حضور مادر، صدای آرامبخش او، بوسۀ او- برآورده می‌شود، ولی تماماً احساس رضایت نمی‌کند، چراکه می‌داند این ماجرا تکرار نخواهد شد. این لحظات پیچیده و ترس آمیخته با حسرتی تماماً قانع‌نشده، و وارستگی آمیخته با ناامیدی، درس بزرگی دربارۀ زودگذریِ زمان و امیال به او می‌دهد که بعدها نقش مهمی در پرورش روحی او دارد.

## مزگلیز و گرمانت
در این بخش، راوی از پیاده‌روی‌هایش در هوای گرفته در مزاگلیز (طرف خانه سوان) و در هوای خوب در گرمانت سخن می‌گوید.

## دلباختگی سوان
برگشتی به گذشته، آشنایی سوان با اودت و دلباختگی به اوست.

## من راوی و من قهرمان داستان
دو کس با نشانای من در داستان آمده است: یکی من راوی است که از بیخوابی در رویاهای گذشته خود سیر می‌کند و دیگری من قهرمان داستان است.